# Saxifragodes albowiana
Saxifragodes albowiana är en stenbräckeväxtart som först beskrevs av F. Kurtz, och fick sitt nu gällande namn av David Moresby Moore. Saxifragodes albowiana ingår i släktet Saxifragodes och familjen stenbräckeväxter. Inga underarter finns listade i Catalogue of Life.